# 田邊和也
田邊 和也（たなべ かずや、1985年7月31日 - ）は、日本の俳優である。神奈川県出身。日本ではフリーランス。

## 略歴
2007年、俳優デビュー。
2008年、韓国映画『ビースティ・ボーイズ』で映画デビュー。その後、ノース・ハリウッドとも言われるカナダ・バンクーバーに単身進出。英語や芝居の勉強をしながら短編映画にも出演。帰国後は俳優養成所UNITED PERFORMER'S STUDIO (UPS)に入学。3年間、メソッド演技を基盤に改めて芝居の基礎を学びながら小劇場での舞台出演にて経験を積む。
2014年、『命ある限り戦え、そして生き抜くんだ』で日本においてのドラマデビュー。その後、日本映画を中心にキャリアを重ねる。2018年以降はハリウッド映画に進出しながら、日本の映画やドラマでもインパクトを残し、NHK大河ドラマ『鎌倉殿の13人』、NHK連続テレビ小説『ちむどんどん』、HBO Max×WOWOW『TOKYO VICE』などに出演している。2022年9月に公開された『ZARA ORIGINS』オリジナルムービーでは主演・モデルを務めた。
殺陣や英語も得意とする俳優である。

## 人物
『仮面ライダーアマゾンズ』の撮影当時に殺陣やアクションの魅力を知り、2017年からStunt Team Gocooというチームが所有するスタジオで田渕景也に師事し、本格的に殺陣の稽古を始める。『ケイト』『パンドラの果実〜科学犯罪捜査ファイル〜』『鎌倉殿の13人』などの作品では、高身長を活かしたダイナミックな殺陣やアクションシーンを披露した。
『仮面ライダーアマゾンズ』ではスタントなしでコンクリートの上で受け身を取ったり、激しいアクションをこなすなどもした。
趣味は絵を描くこととギャラリーを巡っての現代アート鑑賞。

## 出演

### テレビドラマ（日本国内での出演）
- 終戦記念スペシャルドラマ 命ある限り戦え、そして生き抜くんだ（2014年8月15日、フジテレビ） - 西野和雄（第二連隊一等兵） 役
- 平成舞祭組男 第7話・第8話（2014年11月30日・12月7日、日本テレビ）
- フジテレビ開局55周年特別企画 オリエント急行殺人事件 第ニ夜（2015年1月12日、フジテレビ）
- ドラマ特別企画 図書館戦争 BOOK OF MEMORIES（2015年10月5日、TBS）
- コード・ブルー -ドクターヘリ緊急救命- THE THIRD SEASON 第9話（2017年9月11日、フジテレビ）
- ストロベリーナイト・サーガ 第7話 - 第9話（2019年5月23日 - 6月6日、フジテレビ） - 川上義則 役
- シャーロック 第9話（2019年12月2日、フジテレビ） - 加藤茂 役
  - シャーロック 特別編（2019年12月23日）
- 連続テレビ小説 エール 第39話・第40話（2020年5月21日・22日、NHK） - 清水誠二 役
- BG〜身辺警護人〜 第2章 第3話（2020年7月2日、テレビ朝日） - 鈴木 役
- 月曜プレミア8 嫌われ監察官 音無一六 炎上の裏の真実（2020年9月7日、テレビ東京） - 武藤竜一 役
- ソロ活女子のススメ 第6話（2021年5月8日、テレビ東京） - 気球パイロット吉村 役
- 仮面ライダーリバイス 第1話 - 第7話、第9話 - 第16話、第19話・第20話（2021年9月5日 - 10月17日・31日 - 12月26日・2022年1月23日・30日、テレビ朝日） - 若林優次郎 / カメレオン・デッドマン 役[5]
- 科捜研の女 Season21 第1話（2021年10月14日、テレビ朝日） - 桑名武明 役
- 教祖のムスメ 第1話、第4話・第5話、最終話（2022年6月3日・24日・7月1日・15日、MBS 他） - 成宮光 役
- 大河ドラマ 鎌倉殿の13人 第22回・第23回（2022年6月5日・12日、NHK） - 曽我十郎 役[6][7]
- パンドラの果実〜科学犯罪捜査ファイル〜 Season1 第9話・最終話（2022年6月18日・25日、日本テレビ） - 成瀬 役
- 連続テレビ小説 ちむどんどん 第104話 - 第106話（2022年9月1日 - 5日、NHK） - 涌井 役[8][9][10][11]
- サワコ 〜それは、果てなき復讐（2022年10月2日 - 12月4日、BS-TBS） - 槇原一臣 役[12]
- Re:リベンジ-欲望の果てに-（2024年4月11日 - 、フジテレビ） - 望月隼人 役[13]

### ウェブドラマ（日本国内での出演）
- 仮面ライダーアマゾンズ（2016年4月1日 - 6月24日、Amazon Prime Video） - 福田耕太 役
  - 仮面ライダーアマゾンズ シーズン2（2017年4月7日 - 6月30日）[14]
- パンドラの果実〜科学犯罪捜査ファイル〜 Season2（2022年6月25日 - 7月30日、Hulu） - 成瀬 役

### 映画（日本国内での出演）
- 図書館戦争 THE LAST MISSION（2015年10月10日、東宝）
- 嫌な女（2016年6月25日、松竹）
- 秘密 THE TOP SECRET（2016年8月6日、松竹） - 曽我誠 役
- 輪廻（2016年9月20日、春日大社にて奉納上映）
- SCOOP!（2016年10月1日、東宝）
- 土竜の唄 香港狂騒曲（2016年12月23日、東宝)
- 関ヶ原（2017年8月26日、東宝 / アスミック・エース） - 大久保猪之助 役
- 仮面ライダーアマゾンズ THE MOVIE 最後ノ審判（2018年5月19日、東映） - 福田耕太 役[15]
- 私のいる場所（2018年、ジャポニスム2018にて上映）
- 仮面ライダー ビヨンド・ジェネレーションズ（2021年12月17日、東映） - 若林優次郎 / カメレオン・デッドマン 役[16]
- 死神遣いの事件帖 -月花奇譚-（2022年11月18日、東映ビデオ） - 獅子王 役[17]
- 映画ネメシス 黄金螺旋の謎（2023年3月31日、ワーナー・ブラザース映画） - 店長 役
- オジさん、劇団始めました。（2023年8月18日、ユナイテッドエンタテインメント） - 板垣千春 役[18]

### 海外作品（テレビドラマ・映画・配信など）
- ビースティ・ボーイズ（韓国）（2008年）
- アウトサイダー（2018年3月9日、Netflix配信） - 勢津の代理人 役
- The Terror ザ・テラー 第5話（2019年9月9日、AMC） - Tetsuya Ota 役
- ケイト（2021年9月10日、Netflix配信） - 信三 役
- TOKYO VICE（HBO Max・WOWOW） - 矢吹 役[19]
  - Season1（2022年4月7日 - 28日、HBO Max / 4月24日 - 6月12日、WOWOW）
  - Season2（2024年2月8日 - 、HBO Max / 4月6日 - 、WOWOW）
- 僕の名前はルシアン（2023年9月29日、Tokyomuse films 合同会社 / アップリンク） - ポン引き 役
- 盗月者（香港）（2024年） - 加藤社長 役[20]

### オリジナルビデオ
- 日本統一シリーズ（オールイン エンタテインメント） - 初代鶴見組組員 片桐 役
  - 日本統一30（2018年10月25日）
  - 日本統一31（2018年12月25日）
  - 日本統一32（2019年2月25日）
- 制覇20（2019年3月25日、オールイン エンタテインメント）
- DEAR GAGA（2022年4月13日・8月3日、東映ビデオ） - 若林優次郎 役
- リバイスForward 仮面ライダーライブ&エビル&デモンズ（2023年5月10日、東映ビデオ） - 若林優次郎 役[21]

### 舞台
- 桜（2011年）
- SUKIYAKI（2011年、新宿SPACE107）
- PUPA第2回公演「Sometime, Somewhere」（2012年5月10日 - 13日、ウッディシアター中目黒） - 戸田拓郎 役
- 冒した者（2012年）
- 日穏-bion- 第3回公演「かわたれの空」（2012年8月29日 - 9月4日、シアター風姿花伝）
- 永井家の八月（Long Christmas dinner）（2012年）
- 十二人の怒れる男（2013年） - 主演・8番 役
- アップスアカデミー 2013年度卒業公演「陽のあたる庭」（2013年12月4日 - 8日、笹塚ファクトリー） - 主演・ショータ（レニー） 役
- 京の螢火（2017年11月3日 - 26日、明治座） - 道島五郎兵衛 役
- 仮面ライダーリバイス ファイナルステージ（2022年9月18日、オリックス劇場 / 10月1日、福岡サンパレス / 10月8日、日本特殊陶業市民会館 フォレストホール / 10月15日・16日、中野サンプラザホール） - 若林優一郎 / ベイド / ブラッドベイド 役

### 広告
- ユニクロ ニット「すべての人に上質を」篇（2016年）
- ポケトーク（2018年）
- ZARA ORIGINS 2022 Autumn&Winter- オリジナル短編ムービー 主演・モデル（2022年）[22][12][23]

### MV
- BRIDGET「Love Again」（2014年4月9日）
- Snow Man 「RAYS (アルバム)」- 岩本照・ラウール (アイドル) ユニット曲「GLITCH」（2024年10月30日）